# Pekalangan (Pekalipan)
Pekalangan is een bestuurslaag in het regentschap Kota Cirebon van de provincie West-Java, Indonesië. Pekalangan telt 5715 inwoners (volkstelling 2010).